# First Division 1960-1961
La First Division 1960-1961 è stata la 62ª edizione della massima serie del campionato inglese di calcio, disputato tra il 20 agosto 1960 e il 9 aprile 1961 e concluso con la vittoria del Tottenham, al suo secondo titolo.
Capocannoniere del torneo è stato Jimmy Greaves (Chelsea) con 41 reti.

## Stagione

### Novità
Al posto delle retrocesse Leeds Utd e Luton Town sono saliti dalla Second Division l'Aston Villa e il Cardiff City.

### Avvenimenti
La partenza fu del Tottenham, che vinse le prime undici gare: inseguiti dallo Sheffield Weds, gli Spurs totalizzarono una striscia positiva di sedici gare che resero la loro prima sconfitta stagionale (maturata in occasione dello scontro diretto a Hillsborough Park del 12 ottobre) ininfluente ai fini della classifica. Mantenendo l'andatura, gli Spurs conclusero l'anno con dieci punti sul Wolverhampton e undici sui campioni in carica del Burnley e sullo Sheffield Wednesday.
Nelle giornate successivi gli Spurs rimasero saldamente in vetta alla classifica mantenendo notevoli distacchi nei confronti delle inseguitrici: a partire dalla trentesima giornata riemerse lo Sheffield Wednesday che ridusse progressivamente il distacco sino ad arrivare a -4 dopo quattro gare. Il Tottenham riprese la propria marcia presentandosi, alla vigilia dello scontro diretto in programma il 17 aprile al White Hart Lane, a +6 dai Weds: vincendo, ottenne un vantaggio tale da assicurarsi il secondo titolo con tre gare di anticipo. Le partite restanti furono utili per decretare i verdetti in chiave retrocessione: pur vincendo le ultime due gare, il Newcastle Utd non riuscì ad evitare il declassamento, accompagnando in Second Division il Preston N.E., arresosi con un turno di anticipo.

## Squadre partecipanti
| Club              | Stagione | Città               | Stadio               | Stagione precedente                   |
| ----------------- | -------- | ------------------- | -------------------- | ------------------------------------- |
| Arsenal           | dettagli | Londra              | Highbury             | 13º posto in First Division           |
| Aston Villa       | dettagli | Birmingham          | Villa Park           | 1º posto in Second Division, promosso |
| Birmingham City   | dettagli | Birmingham          | St Andrew's          | 19º posto in First Division           |
| Blackburn         | dettagli | Blackburn           | Ewood Park           | 17º posto in First Division           |
| Blackpool         | dettagli | Blackpool           | Bloomfield Road      | 11º posto in First Division           |
| Bolton            | dettagli | Bolton              | Burnden Park         | 6º posto in First Division            |
| Burnley           | dettagli | Burnley             | Turf Moor            | 1º posto in First Division            |
| Cardiff City      | dettagli | Cardiff             | Ninian Park          | 2º posto in Second Division, promosso |
| Chelsea           | dettagli | Londra              | Stamford Bridge      | 18º posto in First Division           |
| Everton           | dettagli | Liverpool           | Goodison Park        | 15º posto in First Division           |
| Fulham            | dettagli | Londra              | Craven Cottage       | 10º posto in First Division           |
| Leicester City    | dettagli | Leicester           | Filbert Street       | 12º posto in First Division           |
| Manchester City   | dettagli | Manchester          | Maine Road           | 16º posto in First Division           |
| Manchester Utd    | dettagli | Manchester          | Old Trafford         | 7º posto in First Division            |
| Newcastle Utd     | dettagli | Newcastle upon Tyne | St James' Park       | 8º posto in First Division            |
| Nottingham Forest | dettagli | Nottingham          | City Ground          | 20º posto in First Division           |
| Preston N.E.      | dettagli | Preston             | Deepdale             | 9º posto in First Division            |
| Sheffield Weds    | dettagli | Sheffield           | Hillsborough Stadium | 5º posto in First Division            |
| Tottenham         | dettagli | Londra              | White Hart Lane      | 3º posto in First Division            |
| West Bromwich     | dettagli | West Bromwich       | The Hawthorns        | 4º posto in First Division            |
| West Ham Utd      | dettagli | Londra              | Boleyn Ground        | 14º posto in First Division           |
| Wolverhampton     | dettagli | Wolverhampton       | Molineux Stadium     | 2º posto in First Division            |

## Allenatori e primatisti
| Squadra           | Allenatore                                    | Calciatore più presente | Cannoniere                        |
| ----------------- | --------------------------------------------- | ----------------------- | --------------------------------- |
| Arsenal           | George Swindin                                |                         | David Herd (29)                   |
| Aston Villa       | Joe Mercer                                    |                         | Gerry Hitchens (29)               |
| Birmingham City   | Gil Merrick                                   |                         | Jimmy Harris, Mike Hellawell (10) |
| Blackburn         | Jack Marshall                                 |                         | Peter Dobing (18)                 |
| Blackpool         | Ron Suart                                     |                         | Ray Charnley (27)                 |
| Bolton            | Bill Ridding                                  |                         | Billy McAdams (18)                |
| Burnley           | Harry Potts                                   |                         | Jimmy Robson (25)                 |
| Cardiff City      | Bill Jones                                    |                         | Derek Tapscott (21)               |
| Chelsea           | Ted Drake                                     |                         | Ron Tindall (16)                  |
| Everton           | Johnny Carey (1ª-41ª) Harry Catterick (42ª)   |                         | Roy Vernon (21)                   |
| Fulham            | Bedford Jezzard                               |                         | Graham Leggat (24)                |
| Leicester City    | Matt Gillies                                  |                         | Jimmy Walsh (22)                  |
| Manchester City   | Les McDowall                                  |                         | Denis Law (19)                    |
| Manchester Utd    | Matt Busby                                    |                         | Bobby Charlton (21)               |
| Newcastle Utd     | Charlie Mitten                                |                         | Len White (28)                    |
| Nottingham Forest | Andy Beattie                                  |                         | Colin Booth (19)                  |
| Preston N.E.      | Cliff Britton                                 |                         | Alex Alston (9)                   |
| Sheffield Weds    | Harry Catterick (1ª-41ª) Vic Buckingham (42ª) |                         | Johnny Fantham (20)               |
| Tottenham         | Bill Nicholson                                |                         | Bobby Smith (28)                  |
| West Bromwich     | Gordon Clark                                  |                         | Derek Kevan (18)                  |
| West Ham Utd      | Ted Fenton                                    |                         | Dave Dunmore (14)                 |
| Wolverhampton     | Stan Cullis                                   |                         | Ted Farmer (28)                   |

## Classifica finale
|        | Pos. | Squadra           | Pt | G  | V  | N  | P  | GF  | GS  | QR    |
| ------ | ---- | ----------------- | -- | -- | -- | -- | -- | --- | --- | ----- |
|        | 1.   | Tottenham         | 66 | 42 | 31 | 4  | 7  | 115 | 55  | 2.091 |
|        | 2.   | Sheffield Weds    | 58 | 42 | 23 | 12 | 7  | 78  | 47  | 1.660 |
|        | 3.   | Wolverhampton     | 57 | 42 | 25 | 7  | 10 | 103 | 75  | 1.373 |
|        | 4.   | Burnley           | 51 | 42 | 22 | 7  | 13 | 102 | 77  | 1.325 |
|        | 5.   | Everton           | 50 | 42 | 22 | 6  | 14 | 87  | 69  | 1.261 |
| [ 10 ] | 6.   | Leicester City    | 45 | 42 | 18 | 9  | 15 | 87  | 70  | 1.243 |
|        | 7.   | Manchester Utd    | 45 | 42 | 18 | 9  | 15 | 88  | 76  | 1.158 |
|        | 8.   | Blackburn         | 43 | 42 | 15 | 13 | 14 | 77  | 76  | 1.013 |
|        | 9.   | Aston Villa       | 43 | 42 | 17 | 9  | 16 | 78  | 77  | 1.013 |
|        | 10.  | West Bromwich     | 41 | 42 | 18 | 5  | 19 | 67  | 71  | 0.944 |
|        | 11.  | Arsenal           | 41 | 42 | 15 | 11 | 16 | 77  | 85  | 0.906 |
|        | 12.  | Chelsea           | 37 | 42 | 15 | 7  | 20 | 98  | 100 | 0.980 |
|        | 13.  | Manchester City   | 37 | 42 | 13 | 11 | 18 | 79  | 90  | 0.878 |
|        | 14.  | Nottingham Forest | 37 | 42 | 14 | 9  | 19 | 62  | 78  | 0.795 |
|        | 15.  | Cardiff City      | 37 | 42 | 13 | 11 | 18 | 60  | 85  | 0.706 |
|        | 16.  | West Ham Utd      | 36 | 42 | 13 | 10 | 19 | 77  | 88  | 0.875 |
|        | 17.  | Fulham            | 36 | 42 | 14 | 8  | 20 | 72  | 95  | 0.758 |
|        | 18.  | Bolton            | 35 | 42 | 12 | 11 | 19 | 58  | 73  | 0.795 |
|        | 19.  | Birmingham City   | 34 | 42 | 14 | 6  | 22 | 62  | 84  | 0.738 |
|        | 20.  | Blackpool         | 33 | 42 | 12 | 9  | 21 | 68  | 73  | 0.932 |
|        | 21.  | Newcastle Utd     | 32 | 42 | 11 | 10 | 21 | 86  | 109 | 0.789 |
|        | 22.  | Preston N.E.      | 30 | 42 | 10 | 10 | 22 | 43  | 71  | 0.606 |

Legenda:
      Campione d'Inghilterra e ammessa in Coppa dei Campioni 1961-1962.
      Ammessa alla Coppa delle Coppe 1961-1962.
      Retrocessa in Second Division 1961-1962.
Regolamento:
Due punti a vittoria, uno a pareggio, zero a sconfitta.
A parità di punti le squadre venivano classificate secondo il quoziente reti.

## Statistiche

### Squadre

#### Capoliste solitarie
|    | —— | ——        | —— | —— | —— | —— | —— | —— | ——  | ——  | ——  | ——  | ——  | ——  | ——  | ——  | ——  | ——  | ——  | ——  | ——  | ——  | ——  | ——  | ——  | ——  | ——  | ——  | ——  | ——  | ——  | ——  | ——  | ——  | ——  | ——  | ——  | ——  | ——  | ——  | ——  | —— |  |
|    |    | Tottenham |    |    |    |    |    |    |     |     |     |     |     |     |     |     |     |     |     |     |     |     |     |     |     |     |     |     |     |     |     |     |     |     |     |     |     |     |     |     |     |    |  |
|    |    |           |    |    |    |    |    |    |     |     |     |     |     |     |     |     |     |     |     |     |     |     |     |     |     |     |     |     |     |     |     |     |     |     |     |     |     |     |     |     |     |    |  |
|    |    |           |    |    |    |    |    |    |     |     |     |     |     |     |     |     |     |     |     |     |     |     |     |     |     |     |     |     |     |     |     |     |     |     |     |     |     |     |     |     |     |    |  |
| 1ª | 2ª | 3ª        | 4ª | 5ª | 6ª | 7ª | 8ª | 9ª | 10ª | 11ª | 12ª | 13ª | 14ª | 15ª | 16ª | 17ª | 18ª | 19ª | 20ª | 21ª | 22ª | 23ª | 24ª | 25ª | 26ª | 27ª | 28ª | 29ª | 30ª | 31ª | 32ª | 33ª | 34ª | 35ª | 36ª | 37ª | 38ª | 39ª | 40ª | 41ª | 42ª |    |  |

#### Primati stagionali
- Maggior numero di vittorie: Tottenham (31)
- Minor numero di sconfitte: Tottenham, Sheffield Weds (7)
- Miglior attacco: Tottenham (115)
- Miglior difesa: Sheffield Weds (47)
- Miglior media gol: Tottenham (2.091)
- Maggior numero di pareggi: Blackburn (13)
- Minor numero di vittorie: Preston N.E. (10)
- Maggior numero di sconfitte: Preston N.E., Birmingham City (22)
- Peggiore attacco: Preston N.E. (43)
- Peggior difesa: Newcastle (109)

### Individuali

#### Classifica marcatori
Fonte:
| Gol | Rigori |  | Giocatore      | Squadra        |
| --- | ------ |  | -------------- | -------------- |
| 41  | 1      |  | Jimmy Greaves  | Chelsea        |
| 29  |        |  | David Herd     | Arsenal        |
| 29  | 1      |  | Gerry Hitchens | Aston Villa    |
| 28  | 1      |  | Bobby Smith    | Tottenham      |
| 28  |        |  | Len White      | Newcastle      |
| 28  |        |  | Ted Farmer     | Wolverhampton  |
| 27  | 2      |  | Ray Charnley   | Blackpool      |
| 25  |        |  | Jimmy Robson   | Burnley        |
| 24  | 1      |  | Graham Leggat  | Fulham         |
| 23  |        |  | Les Allen      | Tottenham      |
| 23  | 4      |  | Jimmy Murray   | Wolverhampton  |
| 22  |        |  | Ray Pointer    | Burnley        |
| 22  |        |  | Jimmy Walsh    | Leicester City |
| 21  |        |  | Bobby Charlton | Manchester Utd |
| 21  |        |  | Derek Tapscott | Cardiff City   |